# カナダにおける売春
本稿ではカナダにおける売春に関して述べる。
カナダでは売春（金銭を対価としての性交）自体は違法ではないが、それに関連するほとんどの行為（売春宿の営業、売春宿にいること、公共の場での売春のあっせんや誘引）は違法であり、違法行為をせずに売春に従事することは困難である。
カナダは連邦国家であるが、刑事法はカナダ全体に同じ法律が適用される。
公共の場での誘引は違法である（自動車は車内が見えれば公共の場とみなされる）。売春宿の運営、代金の借り、占有も違法である。
売春を目的とする私的な連絡（電話、電子メールなど）は合法である。
カナダ人売春婦の正確な人数は不明である。2000年からの調査はカナダ人男性の7％が人生で1回以上性交の対価として金銭を支払ったことを示している（アメリカ人男性は1994年は18％、2004年は15％）。しかし調査において男性はこの種の行動を実際より少なく報告する可能性がある点は重要である。